# George Steer
George Lowther Steer (1909 – 25 de desembre 1944) va ser un periodista britànic nascut a Sud-àfrica. Va ser corresponsal de guerra als conflictes precedents a la Segona Guerra Mundial, especialment a la Segona Guerra Italo-Etíop i a la Guerra Civil Espanyola. Durant aquest temps va treballar pel diari The Times i els seus relats de primera mà van alertar a les nacions sobre els crims de guerra comesos per italians a Etiòpia i alemanys a Espanya, encara que la Societat de Nacions fes cas omís d'aquestes alertes i no fes res per evitar-los.

## Joventut
El seu pare era director d'un diari. Steer va estudiar art i cultura clàssica a Londres, al Winchester College i a la Christ Church d'Oxford. Va començar la seva carrera periodística a Sud-àfrica, i posteriorment va treballar a Londres pel Yorkshire Post.

## Corresponsal de guerra
El 1935 Steer va cobrir la invasió italiana d'Etiòpia per al Times i va alertar que les forces italianes van fer servir gas mostassa. Steer va fer amistat amb l'emperador Haile Selassie I d'Etiòpia. Posteriorment l'emperador es va convertir amb el padrí del fill de Steer.
El 1937 el van enviar perquè informés de la Guerra Civil Espanyola. Va guanyar reputació amb la publicació de la crònica sobre el bombardeig de Guernica el 26 d'abril de 1937. El seu telegrama a Londres descrivia les cobertes alemanyes de les bombes i l'ús de termita com a element incendiari per llançar una pluja de foc sobre el poble. El seu relat va inspirar Pablo Picasso per a reflectir totes aquestes atrocitats, per a la posteritat, en el seu quadre Guernica.
El to antifeixista dels reportatges de Steer va portar al Times a deixar de fer ús dels seus serveis. La línia editorial del diari amb la guerra era neutral, i el seu editor, Geoffrey Dawson, simpatitzava en privat amb els nacionalistes de Francisco Franco. Steer va tornar a Sud-àfrica i en el seu llibre Judgment on German Africa va documentar els intents d'Alemanya para minar les bases de les seves antigues colònies africanes.
Després de l'esclat de la Segona Guerra Mundial, el Daily Telegraph va enviar a Steer a Finlàndia per cobrir la Guerra d'hivern. Allà va veure els efectes dels bombardeigs de diversos pobles finesos per part dels soviètics, intentant intimidar la població, com va passar a Guernica.

## Vida personal
El maig de 1936, mentre els saquejadors arrasaven Addis Abeba al seu voltant i es prenia un respir del treball de salvació, Steer es va casar amb la corresponsal francesa Margarita Herrero. Al cap de poc, va ser deportat per les autoritats italianes, juntament amb altres europeus, per ajudar a l'oposició.
Margarita Steer va morir mentre donava a llum a Londres, mentre Steer estava informant sobre la Guerra Civil Espanyola. Posteriorment es va casar amb Esme Barton.
El 2006 el poble de Guernica va honrar a George Steer amb un bust de bronze i un carrer a la seva memòria. El 2010 la ciutat de Bilbao va inaugurar el carrer George Steer, esdeveniment al qual va assistir Barton George Steer, el fill del periodista, i la seva neta Sophie.

## Servei militar i mort
El juny de 1940 es va unir a l'Armada Britànica i va dirigir una unitat de propaganda quan les tropes britàniques van començar a lluitar contra les italianes a Etiòpia. Després de la derrota dels italians el 1941, Steer va influenciar amb la restauració de Haile Selassie al tro.
Posteriorment Steer va ser enviat a l'Índia per dirigir una Unitat de Propaganda de Camp a Bengala. Va morir en un accident en un accident de cotxe quan viatjava en un jeep de l'exèrcit que ell mateix conduïa, a Birmània, el 25 de desembre de 1944.